# Aulacoserica brenskei
Aulacoserica brenskei är en skalbaggsart som beskrevs av Frey 1968. Aulacoserica brenskei ingår i släktet Aulacoserica och familjen Melolonthidae. Inga underarter finns listade.